# Abisara latifasciata
Abisara latifasciata är en fjärilsart som beskrevs av Riley 1932. Abisara latifasciata ingår i släktet Abisara och familjen Riodinidae. Inga underarter finns listade i Catalogue of Life.